# 刘毅 (1930年)
刘毅（1930年11月24日—2024年4月29日），山东乳山大孤山镇人，中华人民共和国政治人物，曾任中华人民共和国商业部部长，国家旅游局局长。

## 生平
1945年，担任孤山镇石灰刘家村小学教员，此后从政，担任中共威海市委统战部、东海地委统战部干事等职。中华人民共和国成立后，担任山东省粮食局科员、山东省财经委员会科员、山东省财贸办公室商业处副处长、处长。1975年，担任山东省革命委员会财贸办公室主任。
1977年，进入中华人民共和国商业部，担任副部长，参与改革开放初期商业拓宽。1982年，任商业部部长。1988年，任国家旅游局局长。